# ألبرت غال
ألبرت غال هو شخصية أعمال وسياسي أمريكي، ولد في 23 نوفمبر 1842 في غرين باي في الولايات المتحدة، وتوفي في 13 أكتوبر 1905 في إنديانابوليس في الولايات المتحدة. نشط حزبياً في الحزب الديمقراطي. وقد انتخب سان فرانسيسكو وانتخب Indiana State Treasurer ‏ (9 فبراير 1891 – 9 فبراير 1895).